# 尾叶黄芩
尾叶黄芩（学名：Scutellaria caudifolia），为唇形科黄芩属下的一个植物种。也称大钓鱼竿（四川纳溪）、土黄艽（四川筠连）等。生于四川的荥经、南川、筠连、叙永、纳溪、合江、宜宾，及贵州的息烽、凯里、雷山、从江等地，海拔900至1500米左右的山坡、山沟、草丛中。

## 名称
其拉丁学名的种加词caudifolia意为“尾状叶的”，来自拉丁语（尾巴）和（叶子）。

## 形态
尾叶黄芩为多年生草本。茎四棱形，直立，高30至45厘米，微具翅，无毛，常带紫色，全株具叶4至9对。叶具短柄，柄长4至7微米，腹凹，疏被微柔毛，背凸，近无毛；叶片卵圆状长圆形至长圆状披针形，长5至8厘米，宽2~3.5厘米，先端尾状渐尖，基部浅心脏形。花序为总状，腋生或顶生，少花，腋生者下部常具2-4对较小的营养叶，有时该叶腋再生出总状花序，花冠淡紫色，檐部紫色，被短柔毛，内无毛。

## 使用
在一些地方做为祛风、除湿的草药使用。其变种Scutellaria caudifolia var. obliquifolia被称作野鸡黄，生于海拔1200米左右的坡地灌木丛中，在四川兴文县被用来泡酒，治枯劳内伤。
其淡紫色花于6至8月间开放，可做为观赏植物，如地被或鲜切花。